# 中國文化協會
中國文化協會（英語：Chinese Culture Association），成立於1956年，是香港的一個文化組織。

## 成立經過
1965年，香港援助港澳自由文化人士委員會，綜合辦理香港及澳門有關於救助的事宜，以中國文化協會名義向香港政府申請，於同年10月10日正式成立，會址設於九龍窩打老道79號H怡安閣。

## 中山圖書館
中國文化協會轄下之中山圖書館成立於1970年1月1日，藏書近120,000冊，是香港最大型的私人圖書館之一。館址原來位於九龍界限街172-174號，於2000年遷至中國文化協會窩打老道會址，整合為一所研究型的漢文圖書館，並且提供自修室，供予各界人士借閱及使用。

## 外部連結
- 中國文化協會官方網頁（页面存档备份，存于）